# Epsilon Piscium
Epsilon Piscium (ε Piscium, förkortat Epsilon Psc, ε Psc), som är stjärnans Bayerbeteckning, är en stjärna belägen i sydöstra delen av stjärnbilden Fiskarna. Den har en skenbar magnitud på +3,28 och är synlig för blotta ögat där ljusföroreningar ej förekommer. Den befinner sig på ett avstånd av 182 ljusår (ca 55,7 parsek) från solen.

## Egenskaper
Epsilon Piscium är en gul-orange jättestjärna av spektraltyp G9 III eller K0 III, vilket betyder att den har en yttemperatur på cirka 5 000 K. Den är en vanlig jättestjärna, med något lägre ytemperatur, men ljusare och med större radie än solen. Det är en misstänkt ockulterande dubbelstjärna, där båda stjärnorna är lika stora och separerade med 0,25 bågsekund.